# Eva Hoeck
Eva Lostaja Hoeck (* 23. Juli 1917 in Hamburg; † 18. November 1995 in Lahr, Schwarzwald) war eine deutsche Ärztin und Autorin.

## Leben

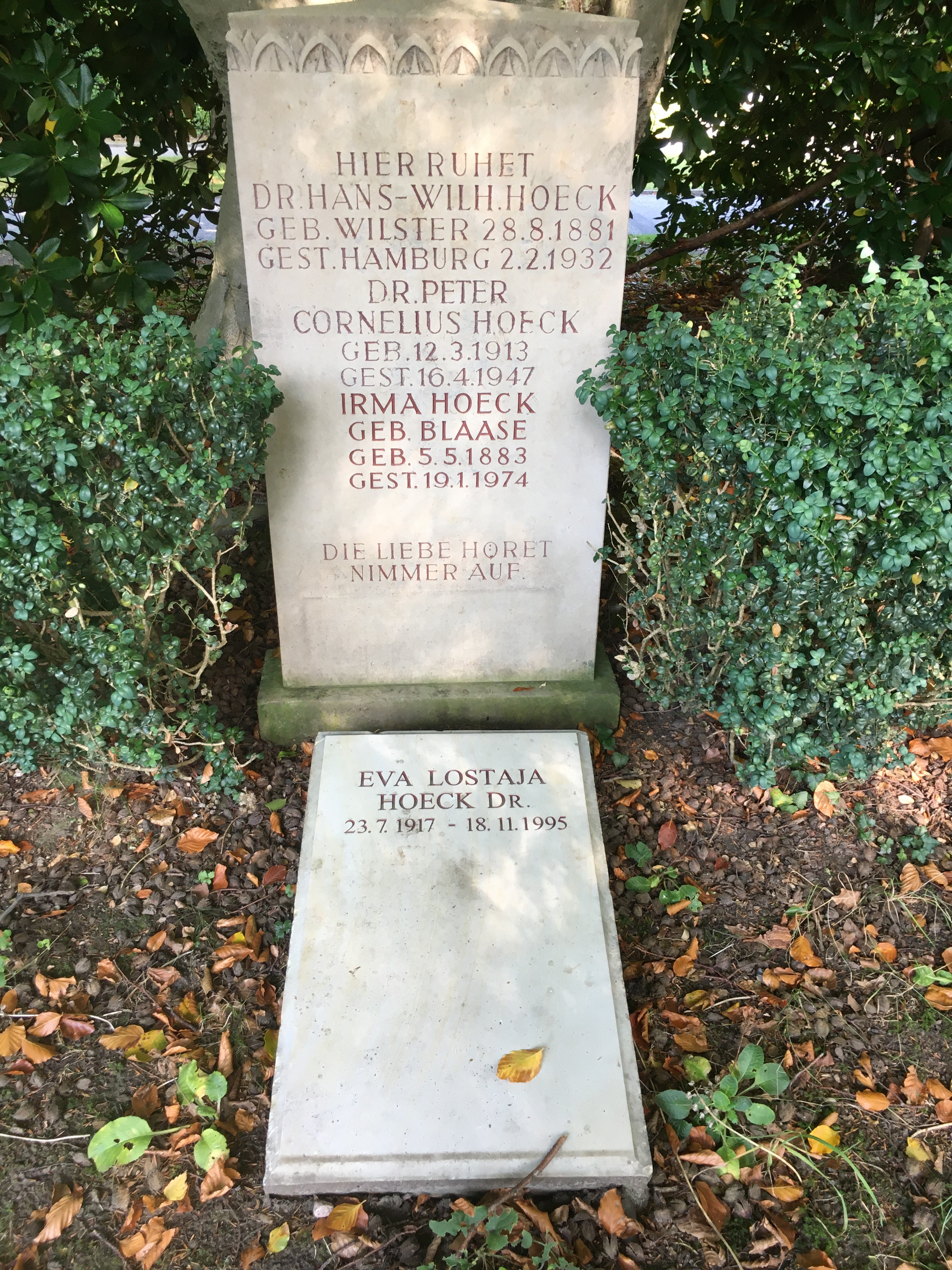
Grabstätte Eva Hoeck auf dem Friedhof Ohlsdorf

Eva Lostaja Hoeck promovierte 1945 an der Medizinischen Fakultät der Universität Hamburg mit der Dissertation Schwangerschaftsneuralgien und -neuritiden und ihre Behandlung.
Hoeck wanderte nach dem Zweiten Weltkrieg als Ärztin in den Jemen aus und praktizierte zuerst in Taizz für den Harem des Kronprinzen, danach als Ärztin in Hadramaut. Als Pionierin im Gesundheitswesen geriet Eva Hoeck des Öfteren in Konflikt mit dem islamisch-arabischen Alltag, den sie in ihren Büchern beschreibt.
Ihr bekanntester Erlebnisbericht Als Ärztin im Lande der Beduinen wurde ins Englische, Französische und in einer in Beirut erschienenen Ausgabe ins Arabische übersetzt.
Eva Hoeck erhielt ihre letzte Ruhestätte auf dem Hamburger Friedhof Ohlsdorf im Planquadrat Bm 65.

## Werke
- Als Ärztin im Lande der Beduinen. Zehn Jahre im Yemen und Hadramout. Benziger, Einsiedeln 1958.
  - Doctor Amongst The Bedouins. Hale, London 1962. (Übersetzer: Mervyn Savill).
  - J’ai soigné les Bédouins. Gérard, Verviers 1963. (Übersetzer: Claude Dubois).
- Ich sah den Jemen ohne Schleier. Als Ärztin zwischen Orient und Okzident. Frieling, Berlin 1998, ISBN 3-8280-0649-3.